# HD 10550
HD 10550 är en ensam stjärna belägen i den norra delen av stjärnbilden Valfisken. Den har en skenbar magnitud av ca 4,98 och är svagt synlig för blotta ögat där ljusföroreningar ej förekommer. Baserat på parallax enligt Gaia Data Release 2 på ca 3,0 mas, beräknas den befinna sig på ett avstånd på ca 1 100 ljusår (ca 340 parsek) från solen. Den rör sig närmare solen med en heliocentrisk radialhastighet på ca -33 km/s. Den har en stor egenrörelse av 72,7+5,7-4,3 km/s och sålunda en tänkbar flyktstjärna.

## Egenskaper
HD 10550 är en orange till röd jättestjärna av spektralklass K2/3 III CNII, som har ett överskott av cyanoradikaler i dess atmosfär. Den har en radie, som baserat på en uppmätt vinkeldiameter efter korrigering för randfördunkling på 2,11 ± 0,04 mas, är ca 77 solradier och har ca 2 540 gånger solens utstrålning av energi från dess fotosfär vid en effektiv temperatur av ca 4 100 K.